# Российская академия музыки имени Гнесиных
Российская академия музыки имени Гнесиных (РАМ имени Гнесиных) — федеральное государственное образовательное учреждение высшего образования, расположенное в г. Москве по адресу Поварская улица, д. 30-36.
Академия является одним из трёх базовых высших учебных заведений учебно-методического объединения России по образованию в области музыкального искусства, наряду с Московской и Петербургской консерваториями. Один из ведущих музыкальных вузов страны и мира.
Академия является единственным вузом, в котором представлены все специальности и специализации различных музыкальных направлений, изучаемых в России.

## История
2 (15) февраля 1895[уточнить] года берёт своё начало история музыкальных учебных заведений имени Гнесиных, ещё до разделения на школу, училище и академию (в то время — институт). Дата связана с появлением первой ученицы в частной музыкальной школе, основанной тремя сёстрами Гнесиными: Евгенией, Марией и Еленой. С тех пор эта дата отмечается как традиционный праздник для гнесинцев.
Строительство современного здания было начато в 1937 году по проекту А. В. Тишина и Е. С. Гоголева, прервано в годы войны и возобновлено в 1943 году. Основная часть академии была построена в 1946 году и стала первым зданием, возведённым в Москве специально для вуза.
В марте 1944 года было принято постановление правительства об организации второго высшего музыкального учебного заведения столицы — Государственного музыкально-педагогического института имени Гнесиных, ещё до переезда в новое здание.
В 1946 году было открыто новое здание. На первом этаже разместилась школа-десятилетка, на втором — училище, на третьем и четвёртом этажах — институт. Гнесинская школа-семилетка осталась в старом здании на Собачьей площадке. Впоследствии институт занял здание полностью, а другие учебные заведения им. Гнесиных получили отдельные здания.
Основная цель, обозначенная в самом названии института, была педагогическая. Консерватории выпускали хороших исполнителей, но этого было недостаточно, так как немногие из них посвящали свою жизнь преподаванию, а музыкальные училища в разных городах страны нуждались в кадрах с высшим музыкальным образованием.
В 1950 году учебный корпус Института (Академии) был расширен, а в 1958 году к нему был достроен концертный зал, вход в который находится в Малом Ржевском переулке.
5 декабря 2011 года Академия аккредитована как эксперт Рособрнадзора и стала первым художественным вузом, который имеет полномочия эксперта в области образования. В свидетельстве, которое выдано Федеральной службой по надзору в сфере образования, сказано, что Академия может быть привлечена в качестве экспертной организации при проведении мероприятий по государственному контролю качества образования.
С 2016 года Академия отнесена к особо ценным объектам культурного наследия народов Российской Федерации (по указу Президента РФ В. В. Путина № 175 от 11 апреля 2016 года).
В октябре 2016 года группа, состоящая из студентов и преподавателя Академии имени Гнесиных, приняла участие в международном образовательном проекте в сфере культуры и искусства «Educational Bridge Project» (г. Бостон и Кембридж, Массачусетс, США), посетив занятия в Беркли, Бостонском университете и Гарварде.
В соответствии с Приказом Министерства культуры РФ № 1518 от 23.08.2018 г. в целях оптимизации работы структур подведомственных учреждений Министерства проведена реорганизация ФГБПОУ «Государственное музыкальное училище эстрадного и джазового искусства» с Академией в качестве её структурного подразделения.

## Архитектура

Выступающая вперёд левая часть здания с парадным входом обрамлена двумя парами полуколонн с оригинально решёнными композитными капителями. Правая часть здания обработана аналогичными колоннами, между которыми расположены барельефные портреты русских композиторов. Над колоннами расположен аттиковый этаж. Здание оформлено в традиционной охристо-белой гамме и является типичным представителем сталинского классицизма.

## Залы

### Концертный зал
Концертный зал расположен по адресу Малый Ржевский пер., дом № 1. Вместимость — 432 места. Имеется 2 концертных рояля, 6 артистических комнат, современное звукотехническое и осветительное оборудование.
В 2004 году у входа в Концертный зал установлен памятник Елене Фабиановне Гнесиной. Скульптор — А. Бурганов.

### Малый зал
Малый зал академии расположен на 4 этаже основного учебного корпуса. Вместимость зала — 100 мест. Имеется 2 рояля.

### «Музыкальная гостиная дома Шувалова»
Объект культурного наследия народов РФ федерального значения. Рег. № 771510310400006 (ЕГРОКН)

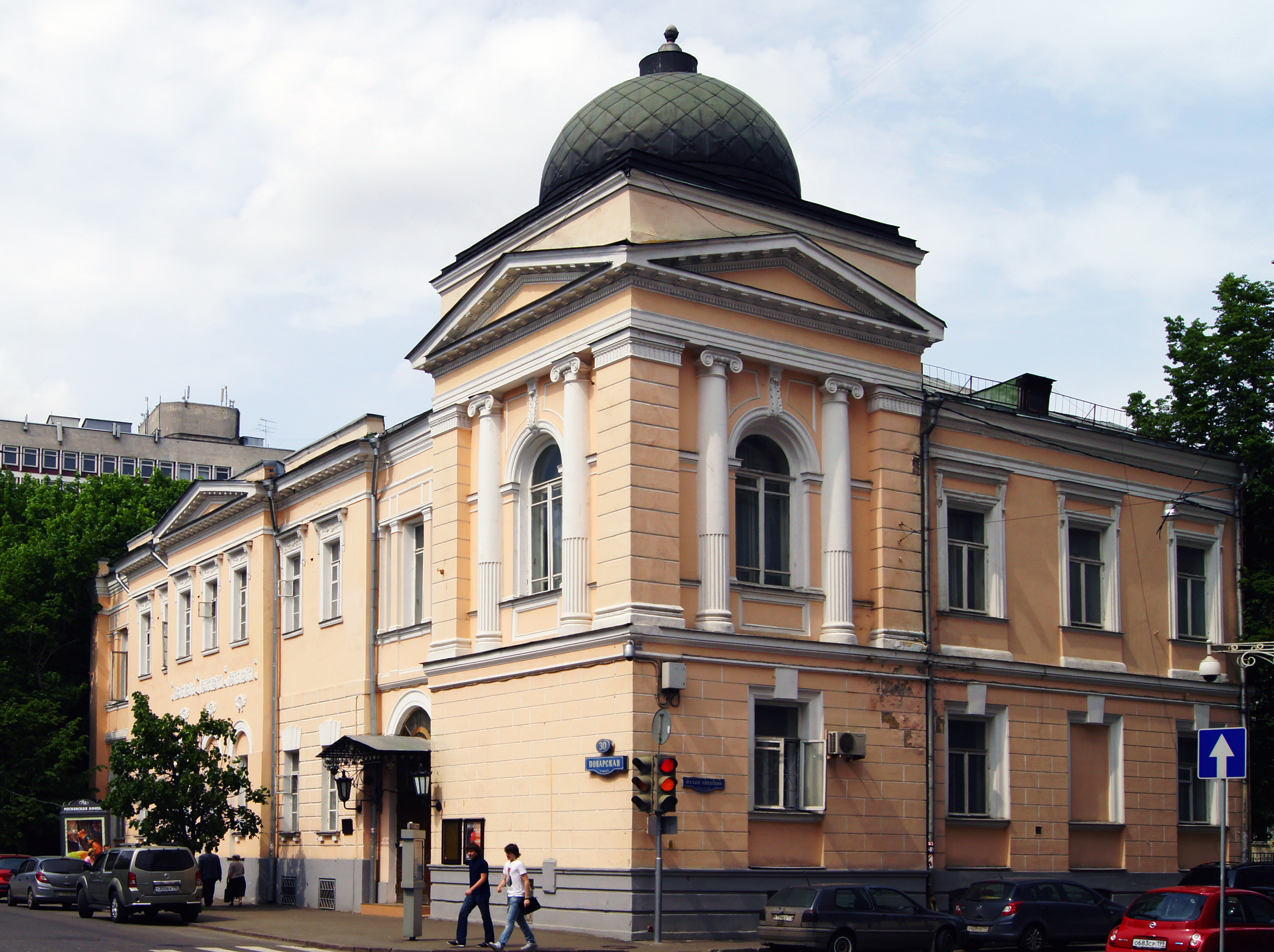
«Музыкальная гостиная дома Шувалова»

Двухэтажный дом В. Н. Охотникова — Шуваловых (Поварская ул., 30/36) в 1950-х годах был включён в комплекс зданий Института имени Гнесиных. В результате проведённой в конце XX века реставрации была визуально выделена центральная часть здания, а между зданиями домов № 30 и № 32 сооружён переход. В интерьере дома частично сохранилось декоративное оформление конца XIX века: лепнина, роспись, широкая мраморная лестница.
В 1989 году в отремонтированном «Доме Шуваловой» были открыты классы и камерный концертный зал Института им. Гнесиных «Музыкальная гостиная дома Шуваловой» на 120 мест. В зале имеется 2 рояля и 2 артистические комнаты. Здание является объектом культурного наследия федерального значения.
27 марта 2011 года в рамках VI Международного симпозиума «Орган в XXI веке» в Музыкальной гостиной дома Шуваловой состоялась инаугурация органа-позитива словенской фирмы «Шкрабл» (словен. Škrabl), который простоял в Академии до 2013 года.
В 2011—2012 годах здание было капитально отремонтировано.

### Органный зал

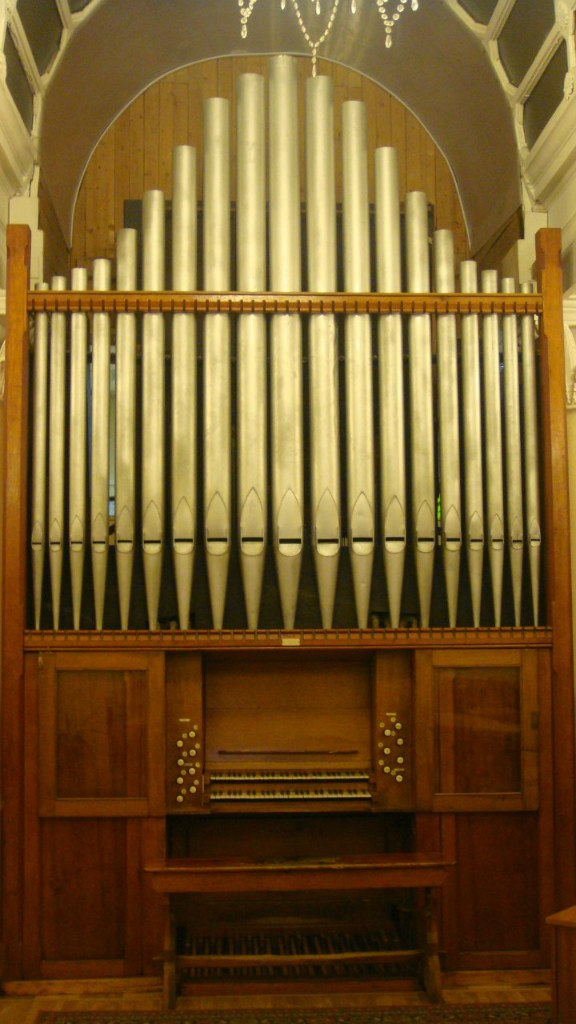
Английский орган «Генри Джоунс»

Органный зал в Академии появился в 75 аудитории, на 4 этаже главного учебного корпуса, с установкой английского духового романтического органа «Генри Джоунс» (англ. Henry Jones), инаугурация которого в Академии прошла 25 ноября 1996 года. В прошлом инструмент стоял в одной из церквей Лондона. Реставрацию инструмента провёл специалист в области органостроения — Владислав Янович Иодис, который в настоящее время занимается его обслуживанием и настройкой, а также ведёт курс «Основы устройства и эксплуатации органа».
В Органном зале проходят концерты и занятия студентов Кафедры органа и клавесина, а также концерты, семинары и мастер-классы известных органистов.
С 2005 года в Органном зале размещается также фонд специализированной органной библиотеки имени Робина Лэнгли.
Помимо органа «Генри Джоунс», в Академии имеется учебный орган «Павел Чилин» в 74 классе (6/II/P, 2002), а также два цифровых (электронных) — трёхмануальный орган фирмы «Johannus» в 76 классе и четырёхмануальный орган фирмы «Makin» в Концертном зале Академии. В 2011—2013 годах в Академии находился в безвозмездном пользовании орган-позитив словенской фирмы «Шкрабл» с подвесной педалью (4/I/P).

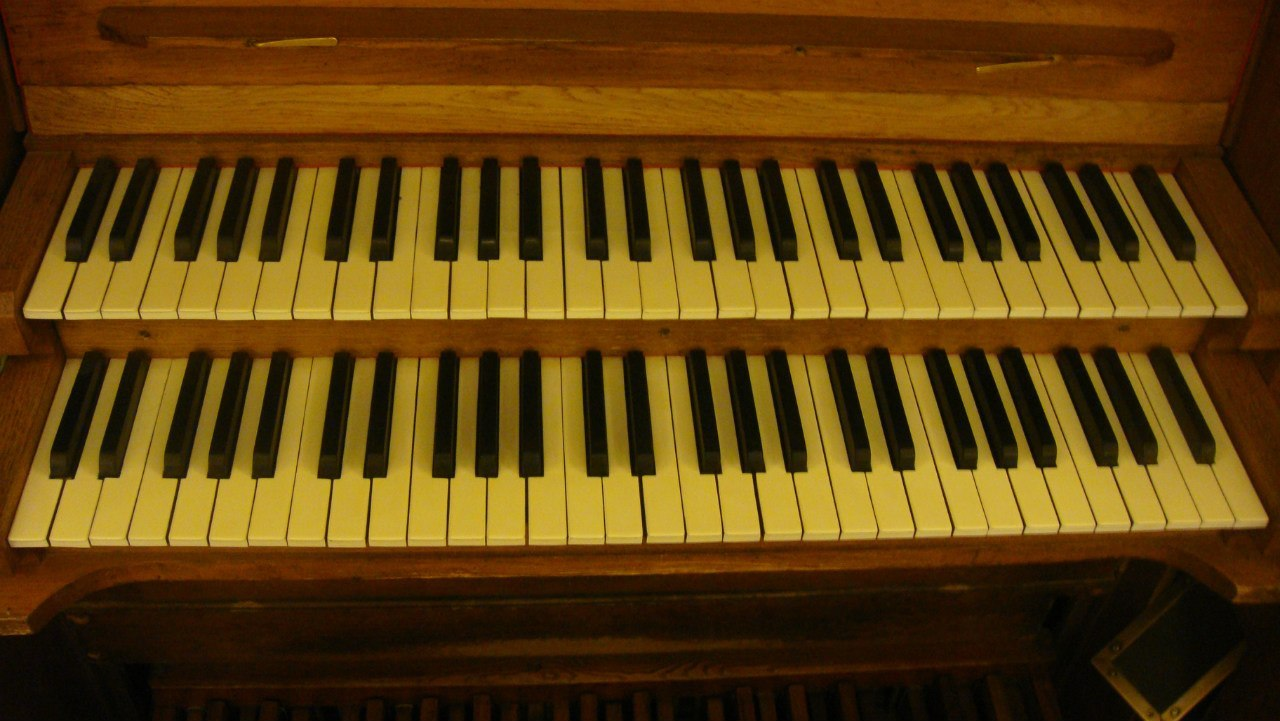
Мануалы органа «Генри Джоунс»
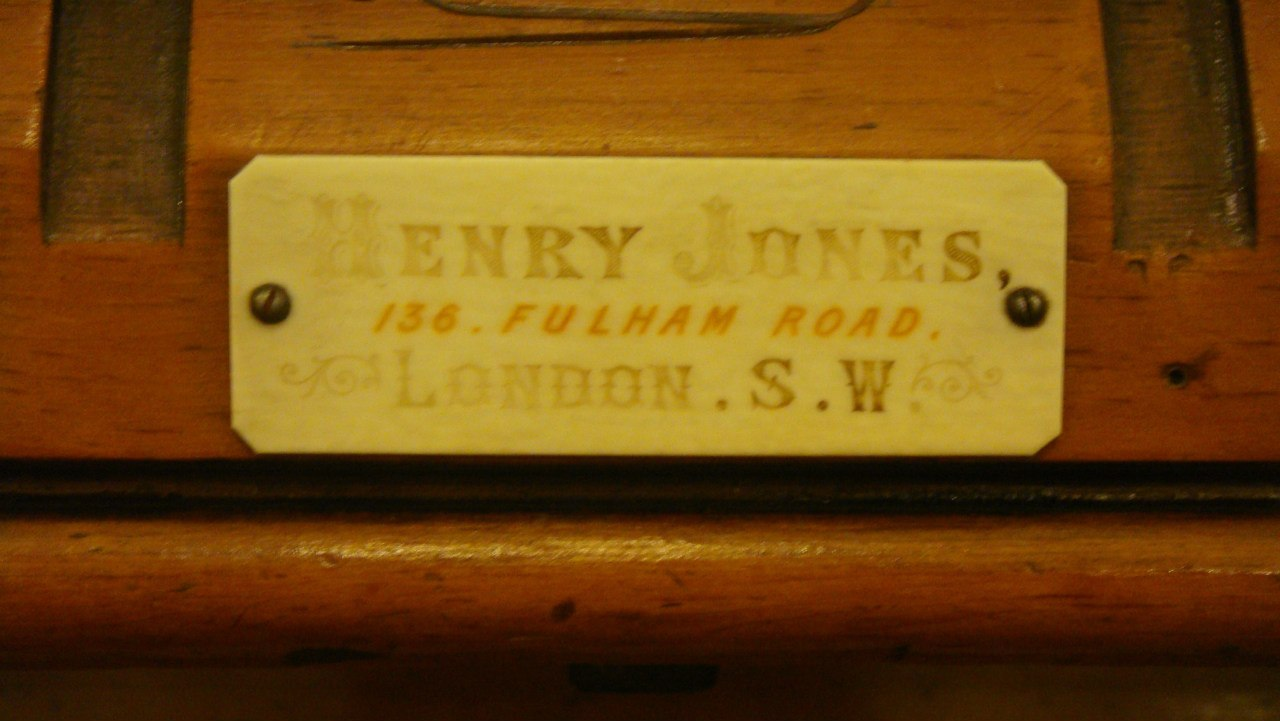
Табличка изготовителя
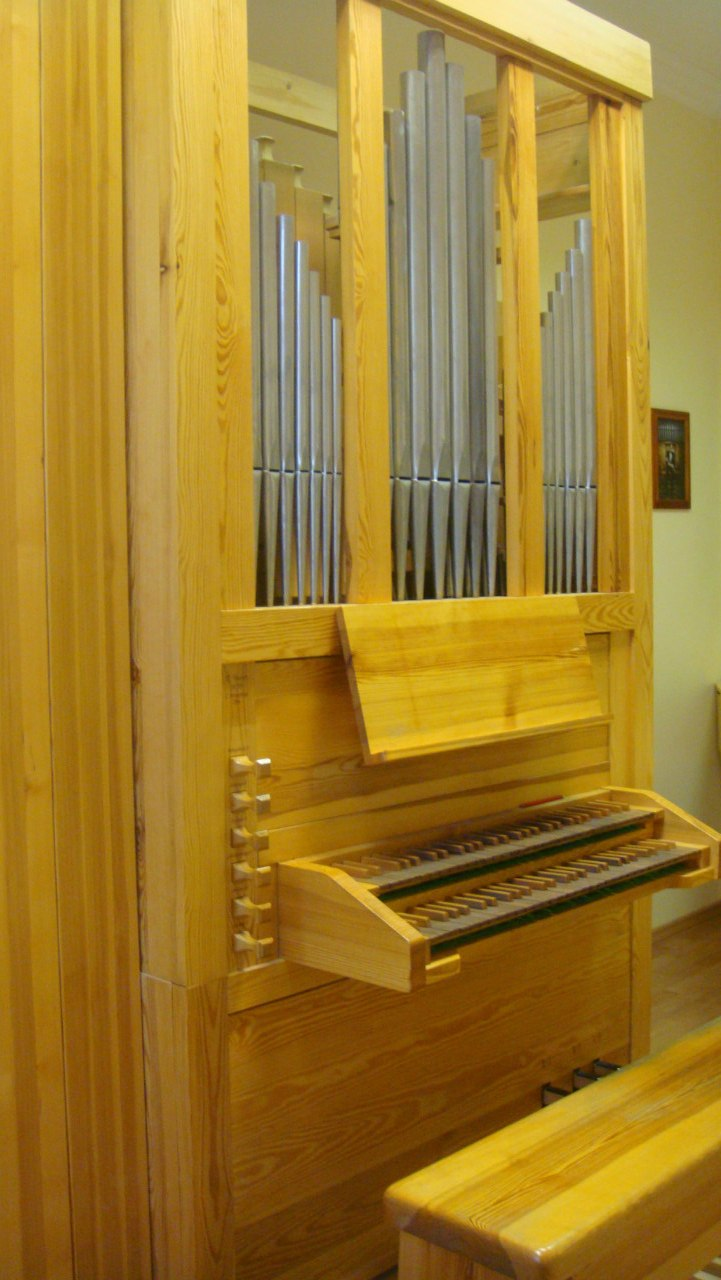
Учебный орган «Павел Чилин» в 74 классе

#### Диспозиция органа «Генри Джоунс»
Орган является одним из старейших инструментов Москвы (предположительно 1871 года) и имеет 10 регистров, 2 мануала и педаль, в общей сложности 514 труб, механическую регистровую и игровую трактуры.
| II. Swell        |    |
| 1. Oboe          | 8’ |
| 2. Gemshorn      | 4’ |
| 3. Vox Angelica  | 8’ |
| 4. Open Diapason | 8’ |

| Couplers           |
| 5. Swell suboctave |
| 6. Swell to Pedal  |
| 7. Swell to Pedal  |
| 8. Great to Pedal  |

| I. Great          |    |
| 9. Tremulant      |    |
| 10. Fifteenth     | 2’ |
| 11. Principal     | 4’ |
| 12. Rohr Flute    | 8’ |
| 13. Dulciana      | 8’ |
| 14. Open Diapason | 8’ |

| Pedal       |     |
| 15. Bourdon | 16’ |

## Мемориальный музей-квартира Ел. Ф. Гнесиной
При строительстве Института (Академии) была изначально запланирована квартира, где проживали сёстры Елена и Ольга Гнесины. После смерти Елены Фабиановны Гнесиной, которая прожила в этой квартире последние восемнадцать лет жизни, в 1969 году был создан мемориальный музей — единственный в Москве музей-квартира, расположенный прямо внутри вуза. В музее полностью сохранена обстановка, архив и библиотека Гнесиной. Квартира Ел. Ф. Гнесиной является выявленным объектом культурного наследия.
Каждый сентябрь в музее проходит «посвящение в студенты» первокурсников Академии.

## Факультеты
- Фортепианный.
- Оркестровый. Декан — доцент Ольга Игоревна Ваганова (Кожурина).
- Народных инструментов — открыт в 1948 году. Первый в истории России факультет народных инструментов. Основатель — Александр Сергеевич Илюхин. С 2004 года факультет состоит из кафедры народных инструментов (балалайка, домра, заведующий кафедрой — А. А. Горбачёв) и кафедры баяна и аккордеона (заведующий кафедрой — профессор, Народный артист России Фридрих Робертович Липс).
- Фольклорного искусства — открыт в 2012 году. Состоит из кафедр «Хоровое и сольное народное пение» и «Национальные инструменты народов России» (гусли, русская гармоника). Первая заведующая кафедрой — Заслуженная артистка РФ, доцент Любовь Яковлевна Жук (гусли), ныне заведующий кафедрой — Александр Сергеевич Базиков.
- Историко-теоретико-композиторский. Декан — доцент, кандидат искусствоведения, Почётный работник сферы образования РФ Натэла Исидоровна Енукидзе.
- Вокальный.
- Дирижёрский.
- Современной музыкальной индустрии. Открыт в 2018 году на базе продюсерского факультета (основан в 2000 году профессором, доктором искусствоведения и доктором психологических наук, проректором Д. К. Кирнарской, факультет — с 2005). Декан (и. о.) — Илья Александрович Репенак, артистический директор Российского национального молодёжного симфонического оркестра. В составе факультета: кафедра продюсерства исполнительских искусств (с 2000 года, заведующий кафедрой — О. В. Иванов), кафедра менеджмента музыкального искусства (с 2017 года, заведующая кафедрой — Д. Г. Родионова) и кафедра музыкальной звукорежиссуры (с 1987 года, заведующий кафедрой — В. С. Осадчев).
- Музыкального искусства эстрады. Декан — доцент, проректор РАМ имени Гнесиных по среднему профессиональному образованию, директор Музыкального училища имени Гнесиных Валерий Александрович Гроховский, профессор Техасского университета (США). Кафедры: инструментального джазового исполнительства и эстрадно-джазового пения.

## Творческие коллективы
| - Симфонический оркестр (90 человек) - Русский народный оркестр «Душа России» (60 человек) - Духовой оркестр (50 человек) - Академический хор (50 человек) - Народный хор (50 человек) - Камерный академический хор (30 человек) - Театр-студия оперы имени Ю. А. Сперанского РАМ имени Гнесиных | - Камерный оркестр (18 человек) - Концертный русский оркестр (18 человек) - Оркестр баянов и аккордеонов «Ad Libitum» (16 человек) - Ансамбль фанфаристов (12 человек) - Ансамбль народного пения «Золотица» (9 человек) - Академик-бенд п/у А. Кролла |

## Руководители

### Ректоры

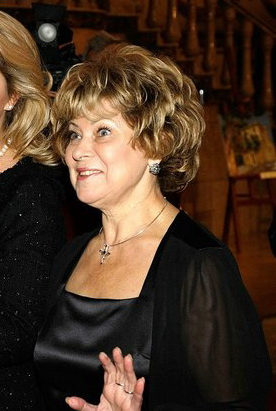
Г. В. Маяровская — президент Академии, профессор, кандидат педагогических наук, Заслуженный деятель искусств РФ

- 1944—1953 — Гнесина, Елена Фабиановна (пианист)
- 1953—1970 — Муромцев, Юрий Владимирович (дирижёр)
- 1971—1978 — Минин, Владимир Николаевич (хормейстер)
- 1979—1981 — Колобков, Сергей Михайлович (народные инструменты)
- 1981—1984 — Александров, Ярослав Павлович (скрипач)
- 1984—1999 — Колобков, Сергей Михайлович (народные инструменты)
- 2000—2008 — Саямов, Михаил Николаевич (пианист)
- 2008—2019 — Маяровская, Галина Васильевна (хормейстер)
- с 2019 года — Рыжинский, Александр Сергеевич (хормейстер)

### Президенты
- 2008 — Саямов, Михаил Николаевич
- с 2019 — Маяровская, Галина Васильевна (хормейстер)

## Известные преподаватели
См. также: Категория:Преподаватели Российской академии музыки имени Гнесиных
- К. Х. Аджемов
- А. А. Александров
- А. Д. Алексеев
- Г. П. Ансимов
- Х. С. Ахтямова
- Б. М. Берлин
- В. А. Берлинский
- В. П. Бобровский
- П. А. Бондаренко
- В. В. Борисовский
- О. Д. Бошнякович
- А. И. Ведерников
- Ф. Е. Витачек
- М. Ф. Гнесин
- М. И. Гринберг
- Т. Д. Гутман
- Т. А. Докшицер
- З. А. Долуханова
- А. Л. Иохелес
- Г. Г. Нейгауз
- П. М. Норцов
- И. Д. Кобзон
- С. М. Козолупов
- В. Д. Конен
- Б. В. Левик
- Л. В. Лещенко
- Г. И. Литинский
- Л. А. Мазель
- Л. Н. Оборин,
- М. С. Пекелис
- Б. А. Покровский
- К. Б. Птица
- М. О. Рейзен
- И. Я. Рыжкин
- А. Г. Скавронский
- С. С. Скребков
- В. Т. Спиваков
- Г. А. Туркина
- М. И. Фихтенгольц
- С. Е. Фейнберг
- В. Э. Ферман
- Я. В. Флиер,
- М. В. Юдина
- А. И. Хачатурян
- Б. А. Чайковский
- А. Г. Чугаев
- Н. Н. Шаховская
- В. Я. Шебалин
- Н. Д. Шпиллер
- А. А. Эйзен
- К. А. Эрдели
- А. А. Юрлов
- А. И. Ямпольский
- Ю. И. Янкелевич

## Известные выпускники
- Категория:Выпускники Российской академии музыки имени Гнесиных

## Видео
- Сюита на тему «Факультету народных инструментов РАМ имени Гнесиных — 65!» (2014 год). Автор фильма Анатолий Морозов.
- Видеосюжет телеканала «Москва24» к 120-летию учебных заведений имени Гнесиных
- С.Рахманинов.Симфония № 3. Симфонические оркестр РАМ имени Гнесиных. Дирижёр Роман Моисеев